# 青蛇与白蛇
《青蛇与白蛇》（新加坡版：《白蛇新传》）是台湾的杨佩佩工作室与新加坡电视机构（今新传媒私人有限公司）联合筹拍的一部基于中国四大民间传说之一《白蛇传》的神话电视连续剧。2001年9月17日在新加坡首播，2001年7月31日至2001年9月19日在台湾中視八點檔時段首播。本剧电视放送为45集，DVD-Video为加长版全50集。2010年，为庆祝中华人民共和国与新加坡建交20周年，中国中央电视台购买了该剧在中国大陆的版权，并将其命名为《青蛇外传》于10月17日在CCTV-1午间黄金档播出，每集片中一部分镜头被剪切。

## 本剧概述
本剧由新加坡的金童玉女文芳和李铭顺主演，巅覆原有《白蛇传》的内容，加上法海和尚的感人故事，以全新面貌来阐述白蛇和许仙的这一段浪漫曲折的恋情。

## 故事大纲
白蛇精修炼千年，早已成人形。一心想飞升成仙，人称蛇妖，自称蛇仙。
由于自己前生乃美女（西施）因倾国有罪，被天界罚作白牝蛇，生生世世要在地上爬行，不得飞升。在南极仙翁的点化下，只要找着吴王夫差，向他清缴从来孽债，则大事未可不成。 
白蛇化身白素贞，来到杭州，先误会金山寺住持无难禅师的俗家弟子石君宝是吴王夫差，几经波折和青蛇大打出手才找到吴王夫差，原来吴王夫差已投胎成许仙，但许仙因气死他一生中最爱的母亲，内疚自暴自弃来惩罚自己，浪荡成性，挥霍无度，嗜赌如命，为帮许仙走回正道，白蛇气得哭笑不得，七窍生烟，后来被许仙真情打动，结下孽缘，生下一子许仕林。
青蛇与石君宝纠缠不清。为断孽缘，石君宝剃发出家，法号法海。法海为收白蛇与青蛇大打出手。白蛇施法兴风作浪，水淹金山，犯下天条，被压在雷峰塔下，并对许仙与青蛇說，此乃孽胎，二十年后带许仕林回金山寺受戒出家。
时光荏苒，二十年弹指便过，许仕林长大成人，并与情人潇潇在法海的帮助下寻得智仁勇二宝物，脱降孽障，白蛇和许仙可得以成仙做一对神仙眷侣。仕林和潇潇经历了无数风波，有情人终成眷属。

## 登场人物
- 白蛇／白素贞／西施／白蛇元神／秦潇潇／ — 范文芳（配音：劉小芸）
- 青蛇 / 青蛇众分身— 张玉嬿
- 许仙／许仕林／吳王夫差— 李铭顺（配音：康殿宏）
- 石君宝 （苗君宝），后剃度为法海 — 焦恩俊
- 陆大雄 — 屈中恒
- 黑风 — 宋达民
- 刘金娘 — 甄秀珍
- 白世昌 — 岳跃利
- 丁福寿 — 李立群
- 小葫芦 — 郭宇笛
- 萧太师 — 潘虹
- 南极仙翁 — 牛犇
- 小鱼 — 董晓燕
- 凌星儿 — 戴春荣
- 皇帝 — 林林
- 太监小周 — 格桑
- 宋楚楚— 王滢
- 何大力— 刘威
- 李甫— 张小军
- 九王爷— 王宇
- 无难禅师— 许宇钦
- 魏飞霞— 刘福山

## 制作职员表
- 制作人：杨佩佩、劉天富
- 监制：赖水清、謝益文、曾麗珍
- 策划：刘天富
- 执行监制：谢益文
- 编剧：博华（關展博、陳麗華）
- 统筹：汤莉娟
- 制片：杨济安
- 片头题字：朱国钧
- 片头设计：赖水清、周迪棋
- 造型设计：张叔平、戴美玲
- 美术指导：陈润與
- 副指导：黄伟方、高小瑞、谷磊
- 剪辑：双鱼剪辑小组、陈桂纶、谭杰炱、周迪棋、陈美川
- 动作导演：张耀星
- 导演：赖水清、谢益文、曾丽珍
- 导播：张敬业
- 副导演：黄芬菲、阮志强、林惠美
- 场记：林秋月
- 摄影：萧碧村、郭智仁、许哲贤
- 剧照：王永生
- EFP：瑞智超媒体股份有限公司
- 配乐：胡恋忠
- 音效：黄高平
- 电脑动画：金剪刀有限公司
- 电脑特技：亚洲传奇有限公司、卢国成、杨美雯、卓碧如、梁国铭、苏慧蔼、赖锦翔、苏志伟、周凯颖、ARONROSS、余美娟
- 音乐提供：滚石唱片
- 感谢：横店影视城、上海大观园、南北湖风景名胜区、统一企业（中国）投资有限公司、亚洲唱片
- 制作：新传媒制作私人有限公司、杨佩佩工作室有限公司

## 主题歌
〈青红皂白〉（台灣版）
作词：李焯雄 · 作曲：周华健 · 编曲：陈建骐 · 主唱：周华健
片头曲与片尾曲共通。
〈情〉（新加坡版）
作词：高飛 · 作曲：Benny Wong · 编曲：Benny Wong · 主唱：范文芳

## 播放地区
| 地区                       | 首播日         |
| -------------------------- | -------------- |
| 中国大陆(地面有线电视频道) | 2001年11月25日 |
| 台湾                       | 2001年7月31日  |
| 新加坡                     | 2001年9月17日  |
| 印度尼西亚                 | 2001年10月17日 |
| 越南                       | 2001年12月21日 |
| 马来西亚                   | 2002年6月28日  |
| 中国大陆(卫星电视频道)     | 2010年10月17日 |

## 相关商品

### CD
- 《青蛇与白蛇》电视原声带 （2001年7月由新加坡新传媒电视与新加坡海峡唱片联合出版发行）

### DVD
- 《青蛇与白蛇》经济版HDVD(NTSC) 6碟装 （东和兴与貴州文化音像出版社出版发行） ISRC CN-G13-02-319-00/V.J9
- 《青蛇与白蛇》珍藏版DVD 7碟精装 （美国协合影视出版发行）